# Særeje
Særeje er en måde at opdele et ægteskabs aktiver og formue på, hvis parterne ikke ønsker delingsformue (tideligere kaldet fælleseje), der efter Lov om ægtefællers økonomiske forhold (ÆFL) § 5 er den legale ordning. Den legale formueordning er altså udgangspunktet i ethvert ægteskab uden ægtepagt. Der findes to grundlæggende former for særeje: fuldstændigt særeje og skilsmissesæreje. Ved fuldstændigt særeje holdes særejeaktiverne uden for bodelingen ved både død og skilsmisse, mens aktiverne ved skilsmissesæreje kun holdes uden for bodelingen ved skilsmisse.
Der findes en kombination af disse to særejeformer kaldet ægtefællebegunstigende kombinationssæreje. Ved denne form vil skilsmissesæreje kun blive fælleseje, hvis man dør før eller samtidig med ens ægtefælle. Er man den længstlevende, konverteres skilsmissesærejet til fuldstændigt særeje og indgår derfor ikke i ægtefællens dødsbo.
Hjemlet i ÆFL § 12 findes flere mulige formueordninger blandt andre sumsæreje/sumdeling og brøkdelssæreje.

## Oprettelse
Oprettelse af særeje sker i forbindelse med oprettelse af en ægtepagt og typisk i samråd med en advokat med speciale i arveret. Dette er for at sikre økonomisk tryghed i form af korrekt deling af formuen. 
Der kan være flere grunde til at oprette særeje: 
- Stor formueforskel og intet ønske om ligedeling ved eventuel separation eller skilsmisse
- Sammensat familie hvor forældrene har hver deres børn (særbørn)
- Ønske om at holde selvstændige projekter og virksomheder uden for ægteskabet

Reglerne om særeje er nedfældet i retsvirkningslovens §15-28.

## Historie
Det har i århundreder været almindeligt at indgå en ægteskabskontrakt, når man giftede sig. Derfra stammer udtrykket "ægtepagt". Formålet med disse kontrakter kunne være at sikre den ene part - ofte kvinden - økonomisk tryghed, hvis ægteskabet ikke holdt, eller at beskytte den velhavende part mod krav fra den anden eller dennes arvinger.
I mange år har man i Danmark ved lovgivning søgt at beskytte den svage part. I 1920'erne blev det ved lov bestemt, at ægtefæller kunne aftale særeje efter bestemte regler, men at fælleseje skulle gælde i ægteskabet, hvis ikke andet var bestemt. 
Reglerne om særeje havde tidligere den samme betydning både ved skilsmisse og død, hvilket var et problem. Derfor indførte man ved en lovændring i 1990 begrebet skilsmissesæreje. Samtidig vedtog man, at ordet særeje fremover kun skulle betyde særeje ved skilsmisse. Ved død kaldes særeje nu fuldstændigt særeje.